# Seen
„Seen“ български късометражен игрален филм (драма) от 2019 година на режисьорите Петър Бояджиев и Николай Драганов. Сценарият е на Петър Бояджиев. Оператор е Борил Петров. Музиката е на Рут Колева, а художник е Ивана Петрова.

## Актьорски състав
| Роля      | Изпълнител       |
| --------- | ---------------- |
| жената    | Рая Пеева        |
| мъжът     | Владимир Зомбори |
| Пацо      | Петко Венелинов  |
| Пламена   | Мина Маркова     |
| Немцов    | Анастас Георгиев |
| Жана      | Анастасия Лютова |
| Иван      | Денис Циков      |
| приятелка | Стефани Ивайло   |